# Caliphaea thailandica
Caliphaea thailandica là loài chuồn chuồn trong họ Calopterygidae. Loài này được Asahina mô tả khoa học đầu tiên năm 1976.